# レズリー・マッケンジー
レズリー・マッケンジー（英: Lesley McKenzie、1980年12月23日 - ）は、カナダの女性ラグビーの元選手で指導者。選手時代は25キャップを獲得し、2019年より女子日本代表のヘッドコーチを務めている。

## 現役時代
カナダ、フォート・ネルソン出身のマッケンジーは大学進学後、UBCサンダーバーズに5年在籍する。クラブチームのメラロマ（英語）と大学OB会レーベンス（英語）でプレーした。
この間、フッカー(HO)を務め、アンダー23として女子カナダ代表に選ばれており、また4年生でブリティッシュコロンビア州代表を務める。2004年に初めて女子カナダ代表シニアキャップを務めた試合はチャーチルカップで、対戦相手は女子アメリカ代表である。ワールドカップ2006・ワールドカップ2010のカナダ代表に選ばれた。
2008年にはニュージーランドへ渡り、ワールドカップ2010に備えてトレーニングを積んだ。

## 職歴
現役引退後、2008年から2013年までUBCサンダーバードのヘッド・コーチであった。2012年にはカナダ女子7人制チームFISUを率いてフランス遠征を指揮した。
ニュージーランドを2014年に再訪したマッケンジーは、ウェリントン・ラグビーフットボール連盟に雇われて未成年女子選手の育成プログラム副主任を務めた。翌年はワンガヌイ・ラグビーフットボール連盟（英語）で試合開発担当者としてプログラムの発案と実施を担当する。
来日したマッケンジーは7人制ラグビー女子日本代表の非常勤リソース・コーチとして強化合宿5回に参加、またアシスタント・コーチとして日本の複数の地方大学チームを指導する。2018年、7人制女子日本代表のアシスタントコーチから、2019年には女子日本代表のヘッドコーチに就任した。